# Maria Nazionale
Maria Nazionale (Torre Annunziata, 31 luglio 1969) è una cantante e attrice italiana.

## Biografia
Dal 1986, anno del suo debutto,  ha pubblicato quattordici album.
Ha partecipato al Festivalbar 1986 con Ragazzo solo e a Viva Napoli nel 2000 con le canzoni Napulitanata e I' te vurria vasà.
È conosciuta a livello internazionale per la partecipazione al film Gomorra, regia di Matteo Garrone, tratto dall'omonimo bestseller di Roberto Saviano; grazie a questa interpretazione riceve la nomination al David di Donatello 2009 come miglior attrice non protagonista.
Ha collaborato molto con Nino D'Angelo: insieme hanno inciso il brano Senza giacca e cravatta, poi alla fine del 2009 recitano insieme in Lacreme Napulitane di Mario Merola e al Festival di Sanremo 2010 cantano in coppia il brano Jammo jà, non riuscendo però ad accedere alla finale.
Nel 2011 la sua canzone Ragione e Sentimento viene utilizzata tra le colonne sonore del film Tatanka.
Nel 2012 collabora con Francesco De Gregori, duettando con il cantautore romano nel brano Santa Lucia nell'album dal vivo realizzato con Ambrogio Sparagna, Vola vola vola; sempre nel 2012 partecipa alla realizzazione di Senhora Évora, un disco tributo a Cesária Évora, prodotto da Cristiano Malgioglio, in cui canta Tiempo y silencio.
Nel 2013 partecipa al Festival di Sanremo con i brani È colpa mia e Quando non parlo, classificandosi decima. Nello stesso anno viene pubblicato l'album Libera.
A fine 2018 la cantante annuncia l'uscita del nuovo album pubblicando l'8 dicembre il singolo Senza penzà a dimane.

## Discografia

### Album
- 1986: Maria Nazionale
- 1994: Ha da passà 'a nuttata
- 1995: Dolci Ricordi
- 1996: Napoli... ti amo
- 1997: Le classiche di Napoli
- 1997: Storie 'e femmene
- 1998: ò core' 'e Napule
- 1999: Sentimenti
- 2004: Le classiche
- 2004: Scema io te voglio bene
- 2005: Terra mia
- 2008: Puortame a cammenà
- 2012: Vola vola vola - Canti popolari e canzoni (Ambrogio Sparagna con l'Orchestra Popolare Italiana e la partecipazione straordinaria di Francesco De Gregori e Maria Nazionale)
- 2013: Maria Nazionale, Voce di Napoli
- 2013: Libera
- 2021: Qui rido io

### Colonne sonore
- 2011 - Tatanka, regia di Giuseppe Gagliardi - (Ragione e Sentimento)

### DVD
- 2001: "Storie 'e femmene" ed altre... - (Duck Record)

### Partecipazioni
- Tiempo y silencio (Cristiano Malgioglio feat. Maria Nazionale), in Senhora Évora di Cristiano Malgioglio (2012)
- Essa (Liberato e Maria Nazionale), in Liberato III di Liberato (2025)

## Filmografia
- Cuore napoletano, regia di Paolo Santoni (2002)
- Gomorra, regia di Matteo Garrone (2008)
- Biondina, regia di Laura Bispuri (2011) - cortometraggio
- 7 minuti, regia di Michele Placido (2016)
- La tenerezza, regia di Gianni Amelio (2017)
- Qui rido io, regia di Mario Martone (2021)

## Partecipazioni al Festival di Sanremo
| Edizione                 | Artista                         | Brano                                          | Categoria | Posizione | Duettante e\o Brano omaggio             |
| ------------------------ | ------------------------------- | ---------------------------------------------- | --------- | --------- | --------------------------------------- |
| Festival di Sanremo 2010 | Nino D'Angelo e Maria Nazionale | Jammo jà (Nino D'Angelo)                       | Artisti   | NF        | Ambrogio Sparagna e Le Voci del Sud     |
| Festival di Sanremo 2013 | Maria Nazionale                 | È colpa mia (Peppe Servillo, Fausto Mesolella) | Campioni  | 10        | Perdere l'amore (con Mauro Di Domenico) |
| Festival di Sanremo 2013 | Maria Nazionale                 | Quando non parlo (Enzo Gragnaniello)           | Campioni  | 10        | Perdere l'amore (con Mauro Di Domenico) |

## Riconoscimenti
- David di Donatello
  - 2009 – Candidatura per la migliore attrice non protagonista per Gomorra
  - 2022 – Candidatura per la migliore attrice protagonista per Qui rido io

- Ciak d'oro
  - 2022 – Candidatura per la migliore attrice non protagonista per Qui rido io